# Confit de cidre
 (novembre 2021).
Si vous disposez d'ouvrages ou d'articles de référence ou si vous connaissez des sites web de qualité traitant du thème abordé ici, merci de compléter l'article en donnant les références utiles à sa vérifiabilité et en les liant à la section « Notes et références ».
Le confit de cidre est une préparation culinaire à base de cidre, de jus de pomme et de sucre.

## Utilisation
Il s'utilise seul sur du pain ou de la brioche, en accompagnement du foie gras, avec un laitage ou une salade de fruits. Il peut également être utilisé pour déglacer un suc de cuisson pour la confection de sauces en accompagnement de viande rouge, de volaille ou de poisson.